# Claydon with Clattercot
Claydon with Clattercot är en civil parish i Storbritannien.   Den ligger i grevskapet Oxfordshire och riksdelen England, i den södra delen av landet, 110 km nordväst om huvudstaden London.